# Булгак (Ришканський район)
Булгак (рум. Bulhac) — село в Ришканському районі Молдови. Входить до складу комуни, адміністративним центром якої є село Шумна. В селі присутнє рибне господарство, два сади (яблука і черешні). 
Більшість населення - українці. Згідно даних перепису 2004 року - 198 осіб (77%).